# Nicola Di Bari (1965)
Nicola Di Bari è il primo album di Nicola Di Bari, pubblicato su 33 giri dalla Jolly (catalogo LPJ 5041) nel 1965.

## Il disco
Nell'album sono contenuti i primi brani di Nicola Di Bari che sono usciti su vinile a 45 giri.

## Tracce
Lato A
1. Amici miei (testo: Vito Pallavicini – musica: Gene Colonnello)
2. Piangerò (testo: Vito Pallavicini – musica: Ezio Leoni)
3. Tu non potrai capire (testo: Mario Panzeri – musica: Eddie Cochran)
4. Amo te, solo te (testo: Paolo Brasola – musica: Ezio Leoni)
5. Senza motivo (testo: Vito Pallavicini – musica: Ezio Leoni)
6. Piano...pianino (testo: Vito Pallavicini – musica: Ezio Leoni)

Lato B
1. Amore ritorna a casa (testo: Ettore Carrera – musica: L. Russel)
2. Ti tendo le braccia (testo: Giuseppe Cassia – musica: Burt Bacharach)
3. Una cosa di nessuna importanza (testo: Luciano Beretta, Ghigo De Chiara – musica: Ezio Leoni)
4. Non farmi piangere più (testo: Paolo Brasola – musica: Ezio Leoni)
5. Sto tornando da te (testo: Vito Pallavicini – musica: Annette Tucker)
6. Perché te ne vai (testo: Vito Pallavicini – musica: Ezio Leoni)

## Crediti
- Nicola Di Bari - voce
- Orchestra di Ezio Leoni - archi
- 4+4 di Nora Orlandi - cori